# Pierre Picault
Pour les articles homonymes, voir Picault.
Pierre Picault est un militaire français né le 27 février 1899 à Bou (Loiret) et mort le 20 novembre 2008 dans cette même ville.
Il était le dernier « poilu » lorsqu'il est décédé à presque 110 ans, mais il n’a pas été reconnu comme tel par les autorités françaises parce qu’il avait combattu moins de trois mois dans les tranchées durant la Première Guerre mondiale. Il a vécu toute sa vie dans le village de Bou.
Il devient le doyen masculin des Français à partir du 12 mars 2008, date du décès de Lazare Ponticelli, et le restera jusqu'à sa mort. 